# Budî, Mlîniv
Budî (în ucraineană Буди) este un sat în comuna Mîkolaiivka din raionul Mlîniv, regiunea Rivne, Ucraina.

## Demografie
Componența lingvistică a localității Budî
     Ucraineană (100%)
Conform recensământului din 2001, toată populația localității Budî era vorbitoare de ucraineană (100%).